# 望月麻衣 (声優)
望月 麻衣（もちづき まい、7月21日 - ）は、日本の女性声優。兵庫県出身。EARLY WING所属。

## 人物
趣味・特技は歌唱、ピアノ。

## 出演
太字はメインキャラクター。

### テレビアニメ
2019年
- カードファイト!! ヴァンガード（2019年 - 2020年、団結の守護天使 ザラキエル、女生徒、インタビュアー、月光のダイアナ、バニーガールA） - 4シリーズ
- 荒ぶる季節の乙女どもよ。（香山、女子生徒）
- アサシンズプライド（シンシエッタ、下級生、生徒、女生徒）
- 厨病激発ボーイ（女子生徒）

2020年
- ゾイドワイルド ZERO（オペレーター）
- 社長、バトルの時間です!（博物館員）
- 100万の命の上に俺は立っている（女子生徒）

2021年
- プラオレ!〜PRIDE OF ORANGE〜（女性スタッフ）

2023年
- 老後に備えて異世界で8万枚の金貨を貯めます（テュルク婦人、女性客）
- ライアー・ライアー（辻友紀）

### ゲーム
- ラストピリオド -終わりなき螺旋の物語-（オニキス）
- 夜、灯す（2020年、皇有華[4]）
- 風雨来記5（2025年、日毬洋子）

### ボイスコミック
- お前は俺を殺す気か（2019年、店員）

### 吹き替え
- プロジェクト・サイレンス（2025年[5]）

## ディスコグラフィ

### キャラクターソング
| 発売日         | 商品名             | 歌             | 楽曲                 | 備考                                   |
| -------------- | ------------------ | -------------- | -------------------- | -------------------------------------- |
| 2018年11月28日 | 徒花ネクロマンシー | アイアンフリル | 「FANTASTIC LOVERS」 | テレビアニメ『ゾンビランドサガ』挿入歌 |

### シリーズ一覧
1. ↑  中・高校生編（2019年）、続・高校生編（2019年）、新右衛門編（2019年）、『外伝 イフ-if-』（2020年）

### ユニットメンバー
1. ↑  水野愛（種田梨沙）、薫（佐藤優希）、ノノ（望月麻衣）、仁奈（大出千夏）、みゆ（松井栞里）